# Marcin Nowakowski (asystent trenera)
Marcin Nowakowski (ur. 23 lutego 1995 w Krakowie) – polski statystyk i asystent trenerów siatkarskich. 
W latach 2013-2018 ukończył studia na Akademii Kultury Fizycznej im. Bronisława Czecha w Krakowie jako magister. Pracował w sztabie szkoleniowym w żeńskiej Reprezentacji Polski w rocznikach 2000 i 2002 jako statystyk w latach 2017-2019.
Jego żoną jest siatkarka Klaudia Świstek, która gra na pozycji przyjmującej. Od sezonu 2024/2025 występuje w belgijskiej drużynie Darta Bevo Roeselare.

## Przebieg kariery
| 2015–2018 | AZS AGH Kraków                     | statystyk, asystent trenera |
| 2018–2019 | WTS Solna Wieliczka (kobiety)      | asystent trenera            |
| 2019–2024 | Grupa Azoty ZAKSA Kędzierzyn-Koźle | statystyk                   |
| 2022–2024 | Reprezentacja Polski mężczyzn      | statystyk                   |
| 2024–     | Knack Roeselare                    | asystent trenera            |
| 2025–     | Reprezentacja Polski mężczyzn      | asystent trenera            |